# Puttenham
Puttenham is een civil parish in het bestuurlijke gebied Guildford, in het Engelse graafschap Surrey.

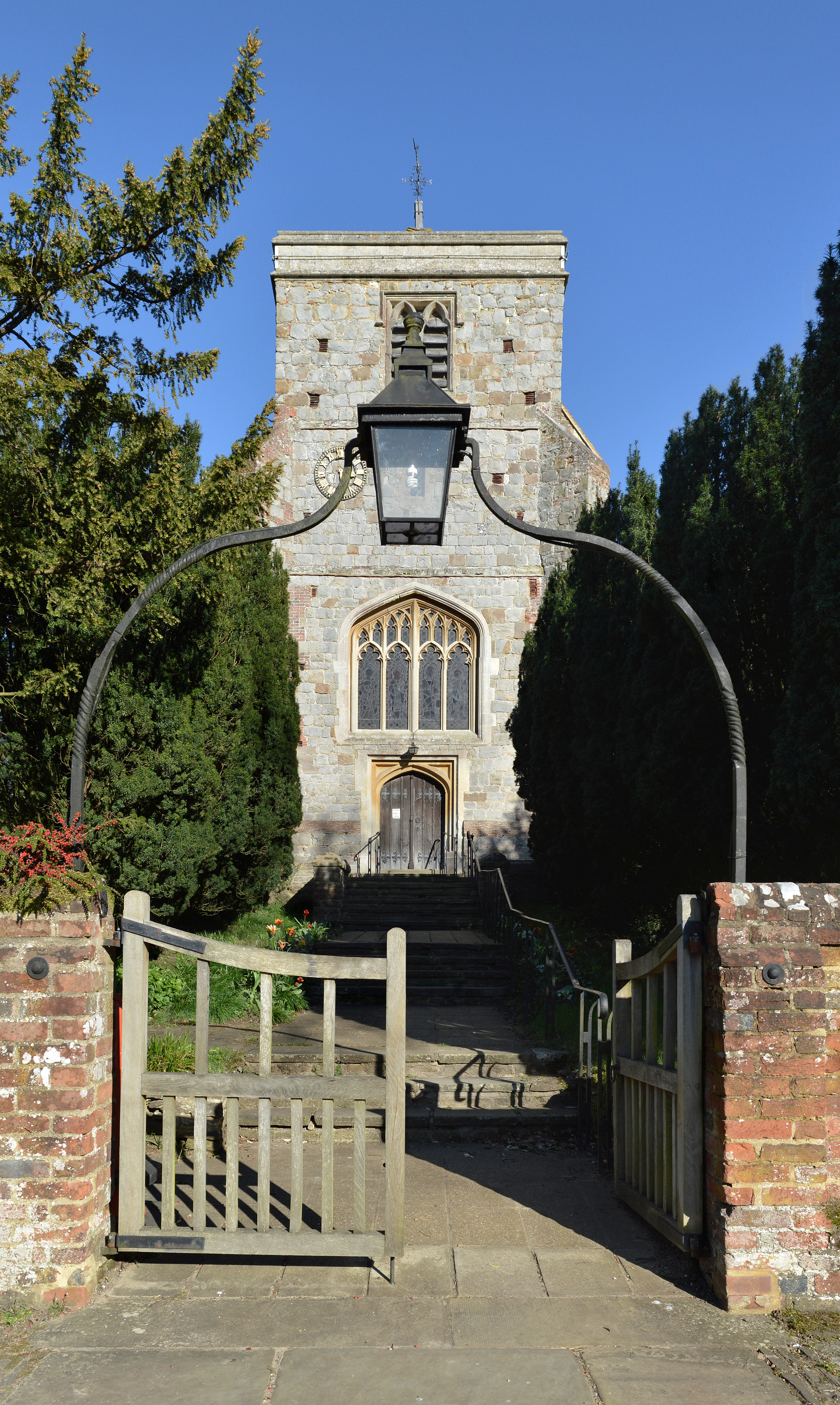
Kerk van de H.-Johannes-de-Doper